# August Šenoa
August Ivan Nepomuk Eduard Šenoa (n. Schönoa; n. 14 noiembrie 1838, Zagreb, Imperiul Austriac – d. 13 decembrie 1881, Zagreb, Austro-Ungaria) a fost un romancier, dramaturg, poet și editor croat. S-a născut într-o familie de etnie germană și slovacă. Šenoa a devenit o figură cheie în dezvoltarea unei tradiții literare independente în limba croată și a modelat apariția identității croate urbane a Zagrebului și a împrejurimilor sale, într-un moment în care controlul austriac nu era puternic. A contribuit la tranziția literară, la aducerea literaturii croate de la romantism la realism și a introdus romanul istoric în țară. A scris peste zece romane, dintre care cele mai notabile sunt: Zlatarovo zlato (Comoara bijutierului; 1871), Čuvaj se senjske ruke (Piratii din Senj; 1876), Seljačka buna (Revolta țărănilor; 1877) și Diogenes (1878).
Šenoa a fost unul dintre cei mai populari romancieri croați din vremea sa și autorul cântecului patriotic popular „Živila Hrvatska⁠(d)” („Trăiască Croația”).

## Biografie

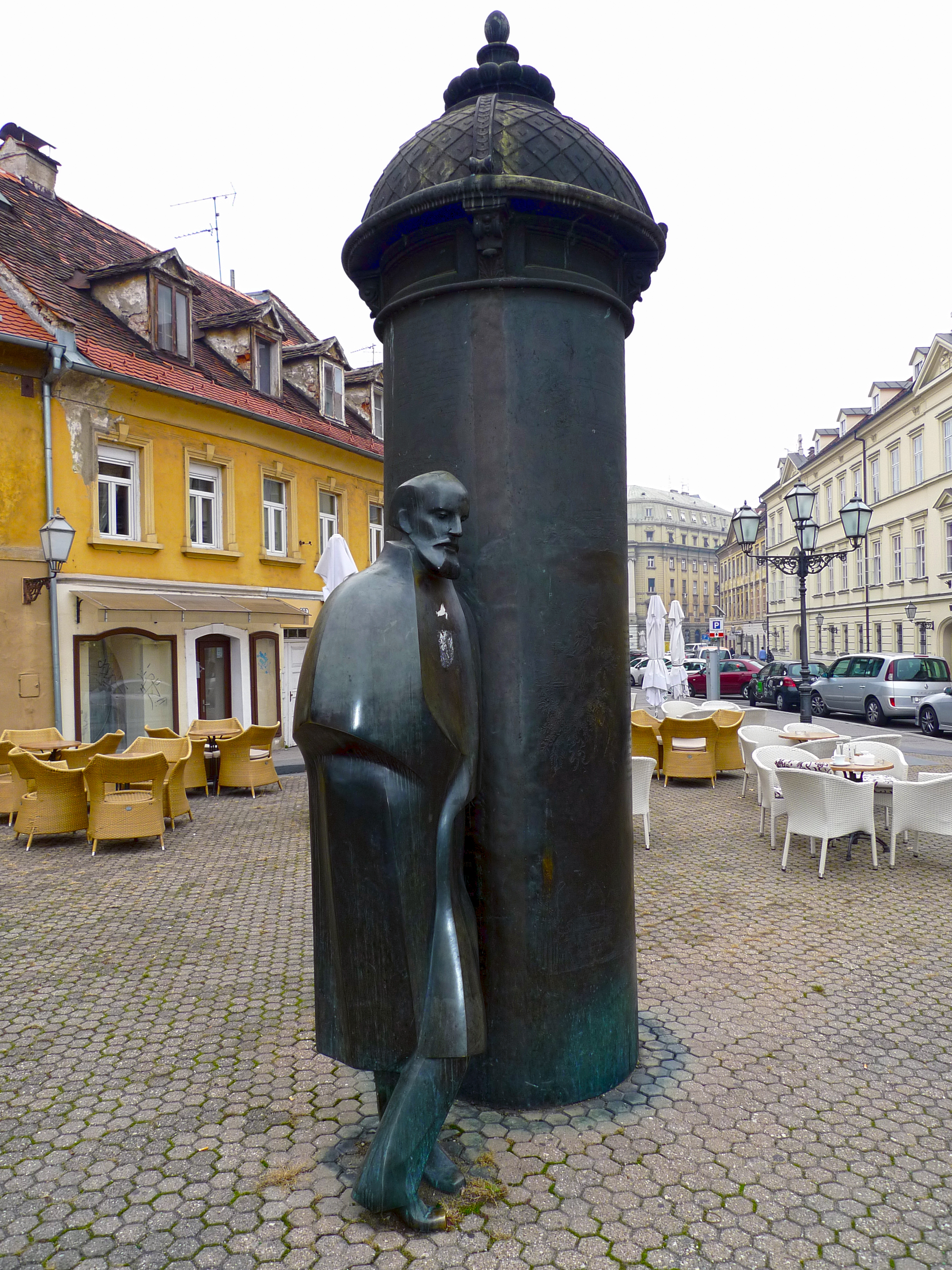
Statuie a lui August Šenoa de Marija Ujević-Galetović, aflată pe strada Vlaška din Zagreb, capitala Croației

Šenoa s-a născut la Zagreb la 14 noiembrie 1838. Tatăl său a fost Alois Schönoa, un etnic german, care a lucrat ca un cofetar și patisier pentru episcopul Aleksandar Alagović⁠(hr)[traduceți], care l-a adus la Zagreb în 1829. Mama sa a fost Therese (née Rabacs), o slovacă vorbitoare de germană, fie din Tyrnau, fie din Budapesta. August a fost cel mai mare dintre cei patru băieți: Teodor (1841–1843); Julije, dramaturg și autor (1845–1897) și Aurel, bancher (1847–1913). Mama lor a murit când l-a născut pe Aurel în 1847; atunci August avea opt ani. Alois nu s-a recăsătorit niciodată, dar i-a crescut pe băieți singur, cu ceva ajutor de la soacra lui. Cu toate că August este considerat a fi unul dintre cei mai mari scriitori de limba croată, niciunul dintre părinții săi nu a știut limba, vorbindu-i doar în germană. Disprețul lui Alois pentru limba croată a fost o sursă constantă de conflict între el și August. 
Nemulțumit de introducerea limbii croate în școli și frustrat de refuzul lui August de a vorbi germana, Alois l-a trimis pe August la un gimnaziu cistercian din Pécs, unde a învățat repede limba maghiară. Când germana a fost reintrodusă ca limbă școlară sub așa-numitul „absolutism al lui Bach”, August s-a întors acasă la ordinul tatălui său pentru a-și termina educația în gimnastică la Gornji. În timp ce era la școală, un prieten i-a împrumutat o copie a lui Osman de Ivan Gundulić, un poem epic despre conflictul cu Imperiul Otoman, pe care l-a înțeles greu la început, fiind nevoit să îl traducă în germană și apoi înapoi în croată. Îndrăgostit, a început să caute în mod constant cărți în limba croată, ceea ce l-a determinat să-l cunoască și să se împrietenească cu Ljudevit Gaj⁠(d), care i-a permis accesul la biblioteca sa, aflată chiar lângă Piața Sf. Marcu din Zagreb. Prietenia lor a înflorit; iar Gaj l-a încurajat pe Šenoa să citească și să converseze în limba croată, iar Šenoa a devenit mai târziu tutore al fiului lui Gaj, Velimir. În ciuda forțării introducerii limbii germane în școli, în Zagreb unii dintre profesorii săi s-au numărat printre naționaliștii croați ai epocii, inclusiv Vjekoslav Babukić⁠(d), Antun Mažuranić⁠(d) și Adolfo Veber Tkalčević⁠(d), al căror activism naționalist a avut un impact puternic asupra lui Šenoa. În 1855, a publicat prima sa lucrare, Lacrimi (în croată Suze). În anul următor, a absolvit gimnaziul și a călătorit cu un prieten prin Slovenia și Italia, ceea ce l-a inspirat să scrie O garoafă pe mormântul unui poet (în croată Karanfil s pjsenikova groba), una dintre primele sale lucrări panslaviste. Aceste călătorii și talentul său pentru limbi străine l-au inspirat pe Šenoa să caute o carieră în diplomație. A susținut un examen de admitere, dar a fost respins datorită convingerilor sale și pentru că nu provenea dintr-o familie de nobili.
Ca student universitar, Šenoa a studiat dreptul la Praga și Zagreb și medicina la Viena. Perioada sa de studiere a medicinii a fost însă de scurtă durată, deoarece nu a suportat vederea sângelui uman în timp ce lucra cu pacienți vii. Succesul său educațional i-a adus sprijinul financiar al episcopului Josip Juraj Strossmayer⁠(d), care l-a ajutat la plata facultății de drept cu o bursă anuală de 300 de forinți. În timpul petrecut la Praga, a învățat limba cehă și a publicat mai multe articole în mai multe ziare din Boemia, inclusiv Osvěta⁠(cs)[traduceți] și Zlatá Praha⁠(d). În 1860, a început să scrie articole și să le trimită la Pozor⁠(hr)[traduceți] și a continuat să fie publicat, scriind despre evenimente culturale și politice și pledând pentru fraternitatea între croați și sârbi. În acest timp, Šenoa a început să scrie cântece în limba cehă atât sub pseudonimul Veljko Rabačević, cât și cu numele său real. În timp ce a scris pentru Pozor, el a folosit și pseudonimul Petrica Kerempuh⁠(d), o referire la eroul popular din nord-vestul Croației care îi ridiculizează pe cei puternici.
În 1865, Šenoa a absolvit Facultatea de Drept din Praga, dar, din cauza scrisului și a pierderii interesului pentru profesia de avocat, nu a reușit să promoveze examenul de calificare. Prin urmare, atât Strossmeyer, care îi promisese un post de profesor la Universitatea din Zagreb, cât și tatăl său s-au înfuriat și amândoi nu l-au mai ajutat financiar. În ciuda acestui fapt, Šenoa s-a mutat din nou la Viena, la invitația lui Abel Lukšić⁠(de)[traduceți], unde a fost angajat ca redactor al revistelor Glasonoša (Vestitorul) și Slawische Blätter (Pagini slave). Anul următor, s-a întors la Zagreb pentru a face parte din personalul editorial al cotidianului Pozor (Atenție) și a contribuit cu articole care criticau scena teatrului contemporan, denigrând lipsa limbii croate și calitatea proastă. Articolele lui i-au adus dușmănia dramaturgului greco-croat Dimitrija Demeter⁠(d).
Când editorii de la Pozor s-au mutat la Viena, Šenoa a rămas la Zagreb, îndrăgostit de viitoarea sa soție, Slava Ištvanić, fiica unui notar și judecător din Velika Gorica. Cuplul s-a întâlnit la un bal în Velika Gorica la 31 ianuarie 1867 și până la Paști în același an, cei doi s-au logodit. Cu toate acestea, tatăl Slavei a refuzat să oficializeze căsătoria până când Šenoa nu va găsi o „slujbă adevărată” care să susțină cuplul în mod fiabil. În această perioadă, opera lui Šenoa conținea un număr semnificativ de poezii romantice, inclusiv O Uskrsu ("De Paști") și Slavici. În martie 1868, comedia sa Ljubica („Violet”) a fost publicată, dar a fost un eșec critic și comercial. Cu toate că a fost reabilitată ulterior, piesa a fost, și într-o oarecare măsură este încă, considerată o satiră deosebit de grea și chiar și colegul lui Šenoa, Ivan Perkovac⁠(hr)[traduceți], a condamnat-o în Pozor. La scurt timp după aceea, a devenit notar, îndeplinind astfel cerința de a se căsători cu Slava; astfel tatăl ei a binecuvântat căsătoria și cei doi s-au căsătorit la 20 iunie 1868 în Velika Gorica. În august, a devenit director artistic al Teatrului Național Croat din Zagreb.
La sfârșitul lunii august 1870, a fost înlăturat din funcția de director artistic la Teatrului Național, dar a rămas angajat ca dramaturg. Cu ajutorul lui, teatrul a reușit să-l atragă pe Ivan Zajc⁠(d) să regizeze o operă.  În ianuarie 1873, a devenit senator al orașului și a fost pus în fruntea a patru ramuri: bresle, zadruge, asistența socială și case de pomană și poliția municipală. Anual, el și departamentul său s-au ocupat de peste 2.500 de cazuri cu un salariu de 130 de forinți pe lună. A lucrat ca judecător în zilele de marți, fără plată. Slujba a devenit atât de copleșitoare încât a trebuit să-și părăsească postul de la teatru, cu toate că a continuat să scrie noaptea. În 1875, a încercat o carieră în politică, dar a renunțat rapid. În 1877, a devenit vicepreședinte al Matica hrvatska⁠(d) și, în anul următor, a devenit redactorul revistei sale de artă și știință, Vijenac⁠(d). A scris mai multe lucrări pentru acest jurnal și a tradus mai multe lucrări din limbile engleză, cehă, germană și franceză.
Când a avut loc cutremurul de la Zagreb din 1880, întreg orașul a fost devastat. Ca senator al orașului, și-a petrecut toată ziua evaluând daunele, cățărându-se prin clădirile prăbușite (inclusiv mansarde și subsoluri care au fost distruse de eveniment) și a predat evaluarea magistraților pentru ca aceștia să poată dicta ce să demoleze și ce să repare. În continuare, a avut grijă de victime, coordonând îngrijirea acestora într-o cazarmă transformată în spitalul improvizat din Piața Zrinski⁠(d). Munca, durerea și efortul au avut un efect îndelungat asupra lui. În ciuda unui caz complicat de pneumonie, a continuat să scrie ultima sa lucrare, Blestemul (în croată Kletva, până când nu a mai putut face acest lucru, dictându-i ulterior soției și fiului său, Milan.
Šenoa a decedat la 13 decembrie 1881. Nu este clar care a fost cauza finală a morții; s-a plâns de articulații dureroase și umflate și apoi a avut un atac de cord în iunie 1881. În general se consideră că a murit din cauza complicațiilor din cauza pneumoniei cronice și a artritei reactive post-streptococice netratate. A fost înmormântat în cimitirul Mirogoj⁠(d) două zile mai târziu. La înmormântarea sa au fost prezenți mii de oameni printre care s-au aflat și cele mai notabile figuri din epocă ale Croației, inclusiv Ivan Mažuranić, Nikola Krestić⁠(d) și Ivan Kukuljević Sakcinski⁠(d).

## Lucrări scrise

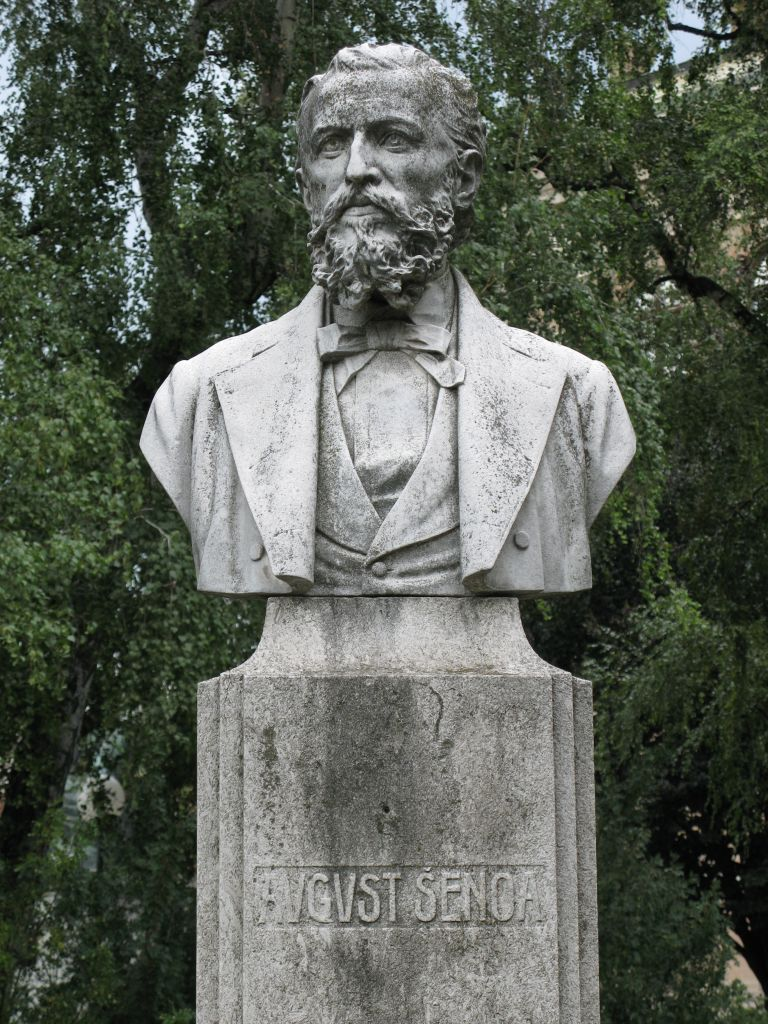
Un bust al lui Šenoa în Zagreb

Contribuțiile lui Šenoa la literatura croată sunt adesea considerate fără egal; este numit „părintele romanului croat” și al realismului croat. Scurta perioadă în care și-a scris opera este numită chiar „Epoca Šenoan” (în croată Šenoino doba). Romanele și piesele sale de teatru au fost încadrate ca întruchipând Volksgeist⁠(d)-ul epocii și a lăsat în urmă viziunea tradițională a poziției precare a Croației în centrul răscrucii de drumuri a Europei, flancată de estul ortodox și de turcii otomani la sud, lăsând Croația să-și „[pună] toate speranțele ei asupra Casei de Habsburg”. El descrie Imperiul Austro-Ungar ca pe o femeie occidentală ademenitoare. Tatiana Kuzmic, profesor de limbi slave de sud la Universitatea Harvard, notează următoarele despre această caracterizare:
„Femeia adulteră din romanul lui Šenoa [Comoara bijutierului] se potrivește însă foarte bine tiparului. [...] Ca o semicolonie care se află între ceea ce era perceput de Occident ca granița dintre civilizație și barbarie, între creștinism și islam, și dornică să demonstreze că aparține celui dintâi, Croația secolului al XIX-lea, așa cum arată Šenoa, era deosebit de vulnerabilă la farmecul „frumuseții înșelătoare” care era Austria.”
Lucrarea sa a pledat profund pentru o unitate națională în Iugoslavia, făcând apel la caracteristicile comune, mai degrabă decât la diferențele lor. El a comparat cele cinci popoare iugoslave  — sloveni, croați, sârbi, bosniaci și muntenegreni  — cu cele cinci degete ale unei singure mâini și și-a atras publicul spre iugoslavismul prin „dușmanii de sânge” comuni.

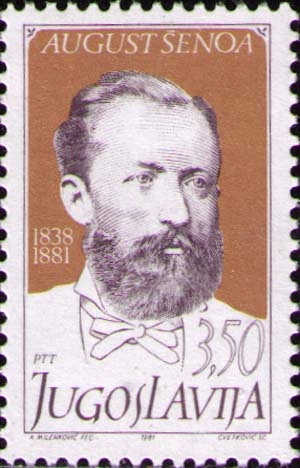
August Šenoa pe o marcă poștală iugoslavă din 1981

Šenoa și-a scris romanele ca ficțiune istorică îndepărtată, deoarece critica situației politice actuale s-ar fi putut dovedi periculoasă și ar fi căzut victimă cenzurii; atât Comoara bijutierului, cât și Revolta țărănească au loc în secolul al XVI-lea. Într-un număr din 1874 al revistei Vijenac, el a scris:
„În romanul istoric, trebuie să folosiți analogia dintre trecut și prezent pentru a aduce oamenii la conștientizarea de sine. Există o sută de oportunități pentru a face asta. În zadar este lăudarea strămoșilor, gloria sângeroasă a vremurilor trecute, nu asta este sarcina romanului nostru istoric. Trebuie să înfățișăm toate păcatele, toate virtuțile trecutului nostru, pentru a permite oamenilor să se ferească de păcat, să fie virtuoși. Expresia lui Cicero: Historia vitae magistra – nu va găsi un loc mai bun decât în istoria croaților și sârbilor.”
În romanele sale, el a îmbinat romantismul național caracterizat de un limbaj plin de viață și inventiv cu reprezentări realiste ale creșterii micii-burghezii.
Opera sa este cunoscută pentru scene în stilul lui Cecil B. DeMille și descriere poetică a țărănimii și nobilimii croate asuprite care se luptă împotriva stăpânirii străine (venețieni, austrieci/germani și maghiari) și perioada romantică din secolul al XV-lea până în secolul al XVIII-lea.

## Moștenire
În 2008, un total de 182 de străzi din Croația au fost numite după August Šenoa, fiind pe locul al șaptea în lista cu cele mai multe străzi din țară care poartă numele unei personalități.

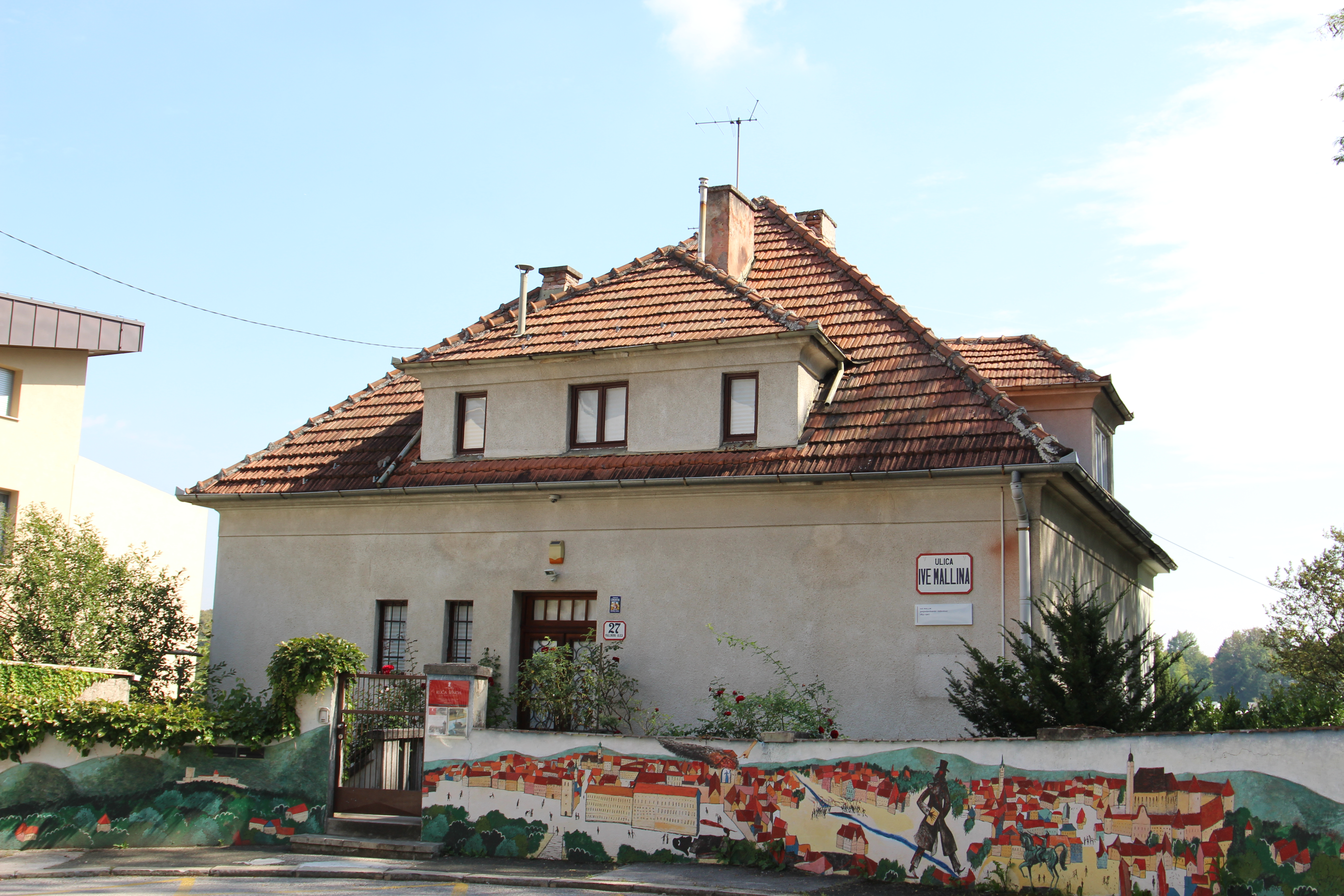
Casa lui Šenoa din Zagreb

Casa natală din Zagreb a lui Šenoa este situată la adresa Casa Ivo Mallin nr. 27. Este deschisă vizitatorilor. Casa a suferit avarii în urma cutremurului din Zagreb din 2020, dar a fost restaurată și redeschisă ulterior.

### Citate
1. 1 2 3  Autoritatea BnF, accesat în 10 octombrie 2015
2. 1 2  August Šenoa, Hrvatski biografski leksikon
3. 1 2  August Senoa, Encyclopædia Britannica Online, accesat în 9 octombrie 2017
4. 1 2  „August Šenoa”, Gemeinsame Normdatei, accesat în 27 aprilie 2014
5. 1 2  August Šenoa, Brockhaus Enzyklopädie
6. 1 2  Шеноа Август, Marea Enciclopedie Sovietică (1969–1978)[*]
7. ↑  „August Šenoa”, Gemeinsame Normdatei, accesat în 31 decembrie 2014
8. ↑   https://www.gradskagroblja.hr/trazilica-pokojnika/15, accesat în 15 ianuarie 2023 Lipsește sau este vid: |title= (ajutor)
9. ↑   https://kuca.senoa.eu/obitelj-senoa, accesat în 15 ianuarie 2023 Lipsește sau este vid: |title= (ajutor)
10. ↑  CONOR.SI[*] Verificați valoarea |titlelink= (ajutor)
11. ↑  Milorad Živančević (1971).  Živan Milisavac, ed. Jugoslovenski književni leksikon [Yugoslav Literary Lexicon] (în sârbo-croată). Novi Sad (SAP Vojvodina, RS Serbia): Matica srpska⁠(d). pp. 523–524.
12. 1 2  „Slava Šenoa rođ. Ištvanić”. Kuća Šenoa. Udruga "Svi naši Šenoe". Accesat în 19 noiembrie 2023.
13. 1 2 3 4 5  „Therese Schönoa rođ. Rabacs”. Kuća Šenoa. Udruga "Svi naši Šenoe". Accesat în 19 noiembrie 2023.
14. ↑  „ŠENOA, August - Hrvatski biografski leksikon”. hbl.lzmk.hr. Accesat în 3 mai 2024.
15. ↑  „Indigo digitalni repozitorij”. digitalnezbirke.kgz.hr. Accesat în 3 mai 2024.
16. 1 2 3 4 5 6 7 8 9 10 11  Ivković Šimičić, Hana (13 decembrie 2021). „U školi je odbijao govoriti njemački, a u dokumentima se isticao kao Hrvat” [He refused to speak German in school, and he identified himself as a Croat in his documents]. Večernji list (în croată). Zagreb. Accesat în 19 noiembrie 2023.
17. 1 2 3 4 5 6 7  Zec, Barbara (21 noiembrie 2021). „August Šenoa”. Croatian Hub. Accesat în 19 noiembrie 2023.
18. ↑  „Alois - Gaspar - Schönoa”. Kuća Šenoa. Udruga "Svi naši Šenoe". Accesat în 19 noiembrie 2023.
19. 1 2 3 4 5 6 7 8 9 10 11 12 13 14 15 16 17 18 19 20 21 22 23 24 25 26 27 28 29 30 31 32 33 34  „August Šenoa”. Kuća Šenoa. Udruga "Svi naši Šenoe". Accesat în 19 noiembrie 2023.
20. 1 2 3 4 5 6 7 8 9 10 11  Kuzmic, Tatiana (2016). Adulterous Nations: Family Politics and National Anxiety in the European Novel. Evanston, Illinois: Northwestern University Press. pp. 131–54. ISBN 9780810133983.
21. 1 2  Šunjić, Ankica (2015). „ŠENOA, August”. Hrvatski biografski leksikon. Zagreb: Leksikografski zavod Miroslav Krleža. Accesat în 19 noiembrie 2023.
22. ↑  zadruga - un tip de comunitate rurală comună istoric printre slavii de sud.
23. ↑  Matica hrvatska⁠(d) (în latină: Matrix Croatica) este cea mai veche instituție națională croată independentă, non-profit și neguvernamentală
24. ↑  „Groblja - Š” [Graves - Š]. Gradska Groblja Zagreb. Zagrebački Holding. Accesat în 19 noiembrie 2023.
25. 1 2  „Zabavna knjižnica” [Literatura amuzanta]. Vienac⁠(d) (în croată). Zagreb. 11 iulie 1874. Accesat în 20 noiembrie 2023. Parametru necunoscut |ultimul= ignorat (ajutor); Parametru necunoscut |primul= ignorat (ajutor)
26. ↑  Letica, Slaven (29 noiembrie 2008).  Bach, Nenad, ed. „If Streets Could Talk. Kad bi ulice imale dar govora”. Croatian World Network. ISSN 1847-3911. Accesat în 31 decembrie 2014.
27. ↑  „Kuća Šenoa” (în croată). Šenoa House. Accesat în 13 decembrie 2021.